# مالين رايتان
مالين رايتان (بالنرويجية: Malin Reitan)‏ (مواليد 8 أغسطس 1995) هي مُغنية نرويجية. حصلت على المركز الثالث في مسابقة الأغنية الأوروبية للأطفال سنة 2015. وقد قامت بتسجيل عدة ألبومات لها، وهي تغني باللهجة المحلية لها.

## حياتها
بدأت مالين مسيرتها كمغنية بعمر 9 سنوات، قامت بتمثيل بلادها النرويج في مسابقة الأغنية الأوروبية للأطفال، واختيرت للغناء من بين 10 متسابقين في العرض النهائي. على الرغم من عرضها القصير جداً، حققت فوزاً مُفاجئ بالمسابقة، وفي نوفمبر 2005 غنت في مدينة هاسيلت البلجيكية وحصلت على المركز الثالث، وهو أفضل مركز للنرويج في المسابقة حتى الآن. قامت بعدها بجولات موسيقية وغنت في المهرجانات وعلى البرامج التلفزيونية.
في سنة 2006 وقعت عقد تسجيل وقامت بإطلاق ألبومين الأول كان في شهر مايو Malin på månen وهو ألبوم غنائي للأطفال، قامت بكتابة مُعظم الأغاني الأصلية فيه. في 27 نوفمبر من نفس العام أطلقت الألبوم الثاني لها عن عيد الميلاد.

## روابط خارجية
- مالين رايتان على موقع IMDb (الإنجليزية)
- مالين رايتان على موقع ميوزك برينز (الإنجليزية)
- مالين رايتان على موقع أول ميوزيك (الإنجليزية)
- مالين رايتان على موقع ديسكوغز (الإنجليزية)
- مالين رايتان على موقع ديسكوغز (الإنجليزية)